# メッツァリート
メッツァリート（フィンランド語: Metsäliitto）は、フィンランドの製紙会社。
世界9位の売上高を持ち<参照>、またヨーロッパ最大の協同卸売組合でもある。従業員数は11,500人。

## 沿革
- 1947年 - 創業